# وراء الشمس (مسلسل)
وراء الشمس هو مسلسل دراما سوري أنتج عام 2010. من تأليف  محمد العاص وإخراج سمير حسين وإنتاج شركة عاج للإنتاج والتوزيع الفني.

## القصة
تدور أحداث المسلسل حول شخصين من ذوي الاحتياجات الخاصة وهما (علاء الدين الزيبق) المصاب بمتلازمة (داون) و (بدر) المصاب بمرض الطيف التوحد وكلاهما من أسرة ميسورة الحال، تجمع الظروف (بدر) و(علاء) وتبدأ رحلة طويلة من المواقف التي يتعرضان لها.

## بطولة
- ايوب نذير
- علاء الدين الزيبق
- باسل خياط
- صبا مبارك
- نادين خوري
- سليم صبري
- رضوان عقيلي
- ضحى الدبس
- ميسون أبو أسعد
- علي كريم
- حسن عويتي
- منى واصف